# Lochmaeocles grisescens
Lochmaeocles grisescens är en skalbaggsart som beskrevs av Noguera och Chemsak 1993. Lochmaeocles grisescens ingår i släktet Lochmaeocles och familjen långhorningar. Inga underarter finns listade i Catalogue of Life.